# Jean Bernard Rousseau
Skubilion Rousseau (właściwie Jean Bernard Rousseau) (ur. 22 marca 1797, zm. 13 kwietnia 1867) – francuski lasalianin, misjonarz, błogosławiony Kościoła katolickiego.

## Życiorys
W zgromadzeniu braci szkolnych przyjął imię Skubilion. Był katechetą, a także nauczycielem. W 1833 roku został wysłany na wyspę Reunion, tam uczył niewolników katechizmu i stawał w ich obronie przed złym traktowaniem. Doprowadził do zniesienia niewolnictwa na wyspie. Zmarł 13 kwietnia 1867 roku po ciężkiej chorobie, mając 70 lat, w opinii świętości.
Beatyfikował go papież Jan Paweł II w dniu 2 maja 1989 roku w Saint-Denis na Reunionie.